# Distretto di Qindu
Il distretto di Qindu (秦都区S, Qíndū QūP) è un distretto della Cina, situato nella provincia dello Shaanxi e amministrato dalla prefettura di Xianyang.